# Jack Creek Township
Jack Creek Township est un township, du comté d'Emmet en Iowa, aux États-Unis,,.
Le township est créé en 1883.

## Source de la traduction
- (en) Cet article est partiellement ou en totalité issu de l’article de Wikipédia en anglais intitulé « Jack Creek Township, Emmet County, Iowa » (voir la liste des auteurs).